# Bombardement op Soekaboemi
Het bombardement op Soekaboemi vond plaats op vrijdag 6 maart 1942 tegen 07.15 uur, door zeven in V-formatie laag vliegende Japanse vliegtuigen met het afwerpen van bommen en mitrailleurvuur.

## De aanval
Hoewel men rekening hield met een dergelijke aanval, werd de bevolking van Soekaboemi geheel verrast. De aanval werd uitgevoerd door het afwerpen van bommen en het uitvoeren van strafings met mitrailleurvuur. Hierbij werden aan de dr. De Vogelweg (de huidige Jalan Bhayankara) de Politieschool en de inheemse Mohammediahschool getroffen, waarbij 26 kinderen werden gedood. Voorts werden aan de Wilhelminaweg (de huidige Jalan R.E. Martadinata) het kantoor van het Boschwezen, het NIROM-gebouw, het regentschapskantoor en enkele woningen onder vuur genomen. Hierbij raakte de houtvester van het Boschwezen gewond. 
Ten gevolge van het niet goed functioneren van de Luchtbeschermingsdienst werden de vijandelijke vliegtuigen niet tijdig opgemerkt, terwijl dit wel door een ‘spotter’ van de politieschool het geval was. Daar werd de alarmbel geluid, maar bleef de sirene uit, doordat van een order daartoe, door onbekende oorzaak niet werd gegeven. Er volgde een order dat vanaf die dag de Politieschool was opgeheven. Het personeel voegde zich vanaf dat moment bij de stadspolitie van Soekaboemi. Tijdens de eerste weken van de bezetting werden zij door de Japanners met rust gelaten, maar op 22 april 1942 toch geïnterneerd.
Bij het bombardement nabij station Soekaboemi, werd de spoorweg naar Bandoeng vernield, en was het inheemse spoorwegpersoneel dat de seinen en wissels bediende ervandoor gegaan.
In de stad werden huizen vernield en vielen veel gewonden. Van het politiepersoneel werd een agent van de Stadspolitie, die thuis was omdat hij nachtdienst had gedraaid, dodelijk getroffen door een bomscherf. Een dessa-schooltje werd door een bom getroffen, waarbij 43 doden vielen. Bij het vervoer van de gewonden assisteerden de nog overgebleven leerling-inspecteurs de politie.

## Reden van het bombardement
Hoewel het duidelijk was door het uitschakelen van strategische doelen en aanrichten van vernielingen zich naar de Hoogvlakte van Bandoeng terugtrekkende KNIL-troepen van de 1e divisie, die met rond 1500 man met 7 treinstellen vanuit het op 5 maart door de Japanners veroverde Batavia en Buitenzorg op terugtocht onderweg naar de Hoogvlakte van Bandoeng waren, te hinderen. Zij konden ten gevolge van het bombardement op de spoorlijn niet verder dan station Soekaboemi komen, waar werd overnacht. Doel van het bombardement was waarschijnlijk hen de tocht lastig te maken, een andere reden voor het bombardement ligt niet voorhanden; de bombardementen op scholen en burgerdoelen scheppen onduidelijkheid. De militairen hebben overigens te voet en met gevorderde auto’s toch een dag later hun tocht voortgezet.
Drie dagen later volgde de capitulatie van Nederlands-Indië en een week na het bombardement werd Soekaboemi door Japanse troepen ingenomen. 